# Kärntner Volkspartei
De Kärntner Volkspartei (Nederlands: Karinthische Volkspartij), ook wel de ÖVP Kärnten genoemd, is een Oostenrijkse politieke partij die deel uitmaakt van de Oostenrijkse Volkspartij (ÖVP) en actief is in de deelstaat Karinthië.
De Kärntner Volkspartei werd in 1945 opgericht en was lange tijd de tweede partij in de deelstaat (na de sociaaldemocratische SPÖ), maar werd eind jaren tachtig voorbijgestreefd door Die Freiheitlichen in Kärnten (DFK), de partij van Jörg Haider, die later zelfs de grootste partij in Karinthië werd.

## Verkiezingsuitslagen
De Kärntner Volkspartei behaalde de volgende resultaten bij de lokale verkiezingen voor de Landdag van Karinthië:
| Jaar | Percentage | Zetels  |
| ---- | ---------- | ------- |
| 1945 | 39,7%      | 14 / 36 |
| 1949 | 31,9%      | 12 / 36 |
| 1953 | 28,5%      | 11 / 36 |
| 1956 | 32,7%      | 12 / 36 |
| 1960 | 33,3%      | 12 / 36 |
| 1965 | 32,9%      | 12 / 36 |
| 1970 | 32,5%      | 12 / 36 |
| 1975 | 32,4%      | 12 / 36 |
| 1979 | 31,9%      | 12 / 36 |
| 1984 | 28,3%      | 11 / 36 |
| 1989 | 21,0%      | 8 / 36  |
| 1994 | 23,8%      | 9 / 36  |
| 1999 | 20,7%      | 8 / 36  |
| 2004 | 11,6%      | 4 / 36  |
| 2009 | 16,8%      | 6 / 36  |
| 2013 | 14,4%      | 5 / 36  |
| 2018 | 15,5%      | 6 / 36  |
| 2023 | 17,0%      | 7 / 36  |